# Guardador de Margens
Albums de Rui Veloso
Fora de Moda
(1982) Rui Veloso
(1985)
Guardador de Margens édité en 1983 est le deuxième album de Rui Veloso.

## Liste de chansons
| No  | Titre                                     | Durée |
| --- | ----------------------------------------- | ----- |
| 1.  | Meliante                                  |       |
| 2.  | Elegia Sanjoaninha (Carlos Tê/Rui Veloso) |       |
| 3.  | Máquina Zero (Carlos Tê)                  |       |
| 4.  | Discos Pedidos                            |       |
| 5.  | Cantor da Rua (Carlos Tê)                 |       |
| 6.  | A Ilha                                    |       |
| 7.  | Dança dos Modernos                        |       |
| 8.  | Em Busca dum Visual                       |       |
| 9.  | Slow da Falta de Quorum                   |       |
| 10. | Guardador de Margens                      |       |